# Бейтс, Дейзи (актриса)
Де́йзи Бе́йтс (англ. Daisy Bates; 5 января 1974, Лондон, Англия, Великобритания) — британская актриса.

## Биография
Дейзи Бейтс родилась 5 января 1974 года в Лондоне (провинция Англия, Великобритания) в семье актёров Ральфа Бейтса (1940—1991) и Вирджинии Уэтрелл (род.1943). Её брат, Уилл Бейтс, актёр и музыкант.
Дейзи снимается в кино с 1989 года. В настоящее время она сыграла в 14-ти фильмах и телесериалах. Известна по роли брюнетки на движущейся картине из фильма «Гарри Поттер и тайная комната» (2002) и другим.

## Избранная фильмография
| Год  |   | Русское название              | Оригинальное название                   | Роль                           |
| ---- | - | ----------------------------- | --------------------------------------- | ------------------------------ |
| 2002 | ф | Гарри Поттер и тайная комната | Harry Potter and the Chamber of Secrets | брюнетка на движущейся картине |